# Фаворитка (фільм, 2018)
«Фаворитка» (англ. The Favourite) — співпродукційний історичний фільм 2018 року, поставлений режисером Йоргосом Лантімосом з Еммою Стоун, Рейчел Вайс, Олівією Колман та Ніколасом Голтом у головних ролях. Світова прем'єра стрічки відбулася 30 серпня 2018 року на 75-му Венеційському міжнародному кінофестивалі, де він брав участь в основній конкурсній програмі та отримав Срібного лева — Гран-прі журі, а Олівію Колман відзначили «Кубком Вольпі» за найкращу жіночу роль. Американська прем'єра відбулася 23 листопада 2018 року.
У січні 2019 року стрічку номінували на 91-шу премію «Оскар» Американської кіноакадемії в 10 категоріях, у тому числі за найкращий фільм року та найкращу режисерську роботу Йоргоса Лантімоса й здобула нагороду за найкращу жіночу роль (Олівія Колман).
В український обмежений прокат фільм вийшов 3 січня 2019 року (фільм демонструвався з оригінальною англійськомовною аудіодоріжкою та з українськими субтитрами).

## Сюжет
Англія, початок XVIII століття, на престолі бездітна Анна Стюарт (Олівія Колман), яка має ожиріння, подагру і депресію. Усі сімнадцять дітей, зачатих нею від давно вже померлого чоловіка Георга Данського, померли під час пологів або відразу після них. Тепер у спальні Анни замість нащадків клітки з кроликами, яких також сімнадцять, вони названі іменами мертвих немовлят, і Анна святкує день народження кожного. Головною ж забавою при дворі є перегони пернатих і ракоподібних.
Аби остаточно не збожеволіти в товаристві кроликів, качок і лобстерів, королева спить з Сарою Черчилль (Рейчел Вайс), і навіть дарує їй від надміру почуттів замок Бленгейм — той самий, в якому два століття опісля оселиться її прапраправнук Вінстон Черчилль. Але Сарі й цього мало: у фаворитки серйозні політичні амбіції. У самому розпалі війна за іспанський спадок. Торі, в особі заклятого ворога Сари, міністра Роберта Гарлі (Ніколас Голт), намагаються вмовити королеву на мир з французами. Тому вона інтригує на користь вігів, партії чоловіка. На жаль, її плани порушить несподівано прибула з провінції далека й бідна родичка, кузина Абіґейл (Емма Стоун).

## У ролях
| • Олівія Колман    | … | королева Анна                 |
| • Емма Стоун       | … | Абіґейл Машем                 |
| • Рейчел Вайс      | … | Сара Черчиль                  |
| • Ніколас Голт     | … | Роберт Гарлі                  |
| • Джо Алвін        | … | Самуїл Машем                  |
| • Дженні Рейнсфорд | … | Мей, служниця королеви        |
| • Джеймс Сміт      | … | лорд Годольфін                |
| • Марк Ґетісс      | … | Джон Черчиль, герцог Мальборо |

## Український дубляж
Фільм дубльовано студією «Postmodern» на замовлення компанії «UFD» у 2019 році.
- Режисер дубляжу — Ольга Фокіна
- Перекладач — Катерина Щепковська
- Автор синхронного тексту — Катерина Щепковська
- Звукорежисер — Андрій Славинський

Ролі дублювали:
- Анна — Ніна Касторф
- Абіґейл — Юлія Перенчук
- Сара — Світлана Шекера
- Гарпі — Андрій Федінчик
- Мешем — Дмитро Гаврилов
- Ґодольфін — Михайло Войчук
- Мальборо — В'ячеслав Дудко
- Мей — Вікторія Хмельницька
- Меґ — Людмила Суслова
- Саллі — Крістіна Кісєльова
- Придворний No. 2 — Юрій Висоцький
- Наратор — Андрій Мостренко

## Знімальна група
- Автори сценарію — Дебора Девіс, Тоні Макнамара
- Режисер-постановник — Йоргос Лантімос
- Продюсери — Сесі Демпсі, Ед Ґвіні, Йоргос Лантімос, Лі Маґідей
- Виконавчі продюсери — Деніел Баттсек, Дебора Девіс, Роуз Гарнетт, Кен Као, Ендрю Лоу, Джош Розенбаум
- Співпродюсер — Дженніфер Семлер
- Оператор — Роббі Раян
- Монтаж — Йоргос Мавропсаридіс
- Художник-постановник — Фіона Кромбі
- Художник-костюмер — Сенді Пауелл
- Художник-декоратор — Еліс Фелтон
- Артдиректори — Керолайн Барклай, Сара Бік, Лінн Г'юїтсон, Домінік Робертс
- Звук — Джонні Берн
- Підбір акторів — Діксі Шассей

## Виробництво

### Кастинг
У вересні 2015 року було оголошено, що Емма Стоун, Олівія Колман і Кейт Вінслет візьмуть участь у фільмі режисера Йоргоса Лантімоса за сценарієм Дебори Девіс і Тоні Макнамари, тоді як Сесі Демпсі, Ед Гуене і Лі Маґідей виступлять продюсерами. У жовтні 2015 року Рейчел Вайс приєдналася до кіногрупи, замінивши Вінслет, а в лютому 2017 року стало відомо, що у фільмі зніматиметься Ніколас Голт.

### Знімання
Знімання стрічки розпочалося у березні 2017 року в Гетфілд-гаус у Гартфордширі. та було завершено у травні 2017. Перший тизер-трейлер «Фаворитки» вийшов 9 липня 2018 року.

## Реліз
У травні 2017 року Fox Searchlight Images придбали права на розповсюдження фільму. Світова прем'єра стрічки відбулася 30 серпня 2018 року на 75-му Венеційському міжнародному кінофестивалі, де він брав участь в основній конкурсній програмі. Його також показали 2 вересня 2018 року на кінофестивалі в Теллуріді (США), Нью-Йоркському кінофестивалі 28 вересня 2018 року, а 18 квітня 2018 року — Лондонському кінофестивалі. Американська прем'єра відбулася 23 листопада 2018 року.
В український обмежений прокат фільм вийшов 3 січня 2019 року (фільм демонструвався з оригінальною англомовною аудіодоріжкою та з українськими субтитрами).
У зв'язку з оскарівським успіхом стрічки, окрім обмеженого кінопрокату в Україні, що розпочався 3 січня 2019, кінодистриб'юторська компанія UFD також замовила у студії Postmodern Postproduction у 2019 році україномовне дублювання, яке згодом вийшло на Blu-ray.

## Нагороди та номінації
| Список нагород та номінацій                 | Список нагород та номінацій | Список нагород та номінацій               | Список нагород та номінацій                         | Список нагород та номінацій | Список нагород та номінацій |
| Кінофестиваль/Кінопремія                    | Рік                         | Категорія                                 | Номінант(и)                                         | Результат                   | Дж                          |
| ------------------------------------------- | --------------------------- | ----------------------------------------- | --------------------------------------------------- | --------------------------- | --------------------------- |
| 75-й Венеційський міжнародний кінофестиваль | 2018                        | Золотий лев                               | Фаворитка                                           | Номінація                   |                             |
| 75-й Венеційський міжнародний кінофестиваль | 2018                        | Срібний лев — Гран-прі журі               | Фаворитка                                           | Перемога                    | [ 5 ] [ 6 ]                 |
| 75-й Венеційський міжнародний кінофестиваль | 2018                        | Кубок Вольпі за найкращу жіночу роль      | Олівія Колман                                       | Перемога                    | [ 5 ] [ 6 ]                 |
| 75-й Венеційський міжнародний кінофестиваль | 2018                        | Квір-лев                                  | Фаворитка                                           | Номінація                   |                             |
| Премія «Золотий глобус»                     | 6.01.2019                   | Найкращий фільм (комедія або мюзикл)      | Фаворитка                                           | Номінація                   |                             |
| Премія «Золотий глобус»                     | 6.01.2019                   | Найкраща жіноча роль (комедія або мюзикл) | Олівія Колман                                       | Перемога                    |                             |
| Премія «Золотий глобус»                     | 6.01.2019                   | Найкраща жіноча роль другого плану        | Рейчел Вайс                                         | Номінація                   |                             |
| Премія «Золотий глобус»                     | 6.01.2019                   | Найкраща жіноча роль другого плану        | Емма Стоун                                          | Номінація                   |                             |
| Премія «Золотий глобус»                     | 6.01.2019                   | Найкращий сценарій                        | Дебора Девіс, Тоні Макнамара                        | Номінація                   |                             |
| Кінопремія «Вибір критиків»                 | 2019                        | Найкращий акторський ансамбль             | Фаворитка                                           | Перемога                    |                             |
| Кінопремія «Вибір критиків»                 | 2019                        | Найкраща комедійна акторка                | Олівія Колман                                       | Перемога                    |                             |
| Премія БАФТА                                | 10.02.2019                  | Найкращий фільм                           | Фаворитка                                           | Номінація                   | [ 26 ]                      |
| Премія БАФТА                                | 10.02.2019                  | Найкращий британський фільм               | Фаворитка                                           | Перемога                    | [ 26 ]                      |
| Премія БАФТА                                | 10.02.2019                  | Найкращий режисер                         | Йоргос Лантімос                                     | Номінація                   | [ 26 ]                      |
| Премія БАФТА                                | 10.02.2019                  | Найкраща жіноча роль                      | Олівія Колман                                       | Перемога                    | [ 26 ]                      |
| Премія БАФТА                                | 10.02.2019                  | Найкраща жіноча роль другого плану        | Рейчел Вайс                                         | Номінація                   | [ 26 ]                      |
| Премія БАФТА                                | 10.02.2019                  | Найкраща жіноча роль другого плану        | Емма Стоун                                          | Номінація                   | [ 26 ]                      |
| Премія БАФТА                                | 10.02.2019                  | Найкращий оригінальний сценарій           | Дебора Девіс, Тоні Макнамара                        | Перемога                    | [ 26 ]                      |
| Премія БАФТА                                | 10.02.2019                  | Найкраща операторська робота              | Роббі Раян                                          | Номінація                   | [ 26 ]                      |
| Премія БАФТА                                | 10.02.2019                  | Найкраща робота художника-постановника    | Фіона Кромбі, Еліс Фелтон                           | Перемога                    | [ 26 ]                      |
| Премія БАФТА                                | 10.02.2019                  | Найкращий дизайн костюмів                 | Сенді Павелл                                        | Перемога                    | [ 26 ]                      |
| Премія БАФТА                                | 10.02.2019                  | Найкращий грим і зачіски                  | Надія Стейсі                                        | Перемога                    | [ 26 ]                      |
| Премія БАФТА                                | 10.02.2019                  | Найкращий монтаж                          | Йоргос Мавропсаридіс                                | Номінація                   | [ 26 ]                      |
| Премія «Оскар»                              | 24.02.2019                  | Найкращий фільм року                      | Фаворитка                                           | Номінація                   | [ 7 ] [ 10 ]                |
| Премія «Оскар»                              | 24.02.2019                  | Найкраща режисерська робота               | Йоргос Лантімос                                     | Номінація                   | [ 7 ] [ 10 ]                |
| Премія «Оскар»                              | 24.02.2019                  | Найкраща жіноча роль                      | Олівія Колман                                       | Перемога                    | [ 7 ] [ 10 ]                |
| Премія «Оскар»                              | 24.02.2019                  | Найкраща жіноча роль другого плану        | Емма Стоун                                          | Номінація                   | [ 7 ] [ 10 ]                |
| Премія «Оскар»                              | 24.02.2019                  | Найкраща жіноча роль другого плану        | Рейчел Вайс                                         | Номінація                   | [ 7 ] [ 10 ]                |
| Премія «Оскар»                              | 24.02.2019                  | Найкращий оригінальний сценарій           | Дебора Девіс, Тоні Макнамара                        | Номінація                   | [ 7 ] [ 10 ]                |
| Премія «Оскар»                              | 24.02.2019                  | Найкращий монтаж                          | Йоргос Мавропсаридіс                                | Номінація                   | [ 7 ] [ 10 ]                |
| Премія «Оскар»                              | 24.02.2019                  | Найкраща робота художника-постановника    | Фіона Кромбі (постановник), Еліс Фелтон (декоратор) | Номінація                   | [ 7 ] [ 10 ]                |
| Премія «Оскар»                              | 24.02.2019                  | Найкраща операторська робота              | Роббі Раян                                          | Номінація                   | [ 7 ] [ 10 ]                |
| Премія «Оскар»                              | 24.02.2019                  | Найкращий дизайн костюмів                 | Сенді Пауелл                                        | Номінація                   | [ 7 ] [ 10 ]                |